# Arado Ar 76
L'Arado Ar 76 era un caccia leggero monomotore ad ala alta a parasole prodotto dall'azienda tedesca Arado Flugzeugwerke GmbH nella seconda parte degli anni trenta.
Venne utilizzato dai reparti Jagdgeschwader (JG) della Luftwaffe, l'aeronautica militare tedesca del periodo, e successivamente come addestratore avanzato nelle scuole di volo per la formazione di piloti da caccia.

## Storia del progetto
Già nelle prime fasi della sua esistenza il Reichsluftfahrtministerium (RLM), il ministero deputato alla gestione dell'intera aviazione civile e militare della Germania dopo l'ascesa politica di Adolf Hitler, cominciò a definire un programma di ricostituzione dell'aeronautica militare nazionale. A tale scopo il Technisches Amt (identificato anche come C-Amt), ufficio tecnico della sua componente militare e che faceva capo alla Luftwaffe espresse l'esigenza di dotarsi di un aereo da caccia leggero identificato come Heimatschutzjäger, una soluzione già sperimentata anche in Francia e che si basava su un velivolo compatto, di peso contenuto e mosso da un motore aeronautico dalla potenza ridotta ma tuttavia adeguata alla massa del modello. Questa particolare categoria di caccia, che sfruttava le potenziali doti di agilità date dalla massa ridotta, e che era destinata al ruolo di caccia "di emergenza" e da difesa aerea del territorio, risultava anche adatta all'addestramento avanzato dei piloti destinati ai Jagdgeschwader (JG) così che nel 1935 emise una specifica relativa alla fornitura di un nuovo modello monoposto che potesse soddisfare tali esigenze da destinare alle scuole di volo della Luftwaffe. Tra le caratteristiche richieste quella dell'adozione del motore Argus As 10C, un 8 cilindri a V rovesciata raffreddato ad aria in grado di esprimere una potenza pari a 240 CV (180 kW). Alla richiesta risposero quattro aziende aeronautiche nazionali, la Arado, la Focke-Wulf Flugzeugbau, la Ernst Heinkel Flugzeugwerke e la Henschel Flugzeugwerke.
L'ufficio tecnico dell'Arado disegnò un modello dall'impostazione convenzionale per il periodo, un velivolo realizzato in tecnica mista caratterizzato dalla fusoliera con struttura in tubi d'acciaio saldato rivestita in tela trattata, velatura monoplana ad ala alta a parasole, realizzata in legno telato, e carrello fisso triciclo classico con ruotino posteriore.
Dopo la valutazione comparativa del 1935, dove si scontrò con i concorrenti Focke-Wulf Fw 56, Heinkel He 74, Henschel Hs 121 ed Hs 125, il Reichsluftfahrtministerium, pur considerando tra tutti vincitore l'Fw 56, rimase comunque sufficientemente impressionato da ordinare alla Arado un piccolo numero di esemplari.

### Aerei comparabili
Cecoslovacchia
- Avia B.534

 Francia
- Dewoitine D.501
- Dewoitine D.510
- Loire 46

 Germania
- Focke-Wulf Fw 56
- Heinkel He 51
- Heinkel He 74

 Giappone
- Kawasaki Ki-10

 Jugoslavia
- Ikarus IK-2

 Italia
- Fiat C.R.32

 Paesi Bassi
- Fokker D.XVII

 Polonia
- PZL P.7
- PZL P.11

 Regno Unito
- Hawker Fury

 Romania
- IAR 14

 Stati Uniti
- Boeing P-26
- Grumman F2F

 Unione Sovietica
- Polikarpov I-15
- Polikarpov I-153
- Polikarpov I-16